# Alfred Hitchcock
Sir Alfred Joseph Hitchcock, KBE, angleški filmski režiser in producent, * 13. avgust 1899, Leytonstone, London, Združeno kraljestvo, † 29. april 1980, Los Angeles, ZDA.
Alfred Hitchcock se je zapisal v zgodovino predvsem kot mojster napetosti (angl. suspense) in srhljivke. Posnel je več kot petdeset filmov, deloval je od časov nemega pa do barvnega filma. Ostaja eden izmed najbolj znanih in spoštovanih režiserjev vseh časov, predvsem zaradi napetosti, ki jo je ustvaril v filmih. Pogosto je v svojih delih portretiral običajne ljudi, ki so se znašli v okoliščinah, ki jih niso razumeli ali zmogli nadzorovati. Hitchcock je v mnogih filmih odigral obstransko vlogo oziroma pojavitev v filmu (cameo vloga), sčasoma je to postala značilnost njegovih filmov. Druga opazna značilnost so bile blondinke v ženskih vlogah.
Rodil se je v Angliji, kjer je naredil svoje prve filmske prispevke. Leta 1939 je odšel v Hollywood, tam je tudi postal svetovno znan. Mojster napetosti, kakor je bil večkrat imenovan, je leta 1956 tudi zaprosil za ameriško državljanstvo. Zanimivo je, da ga kljub njegovi slavi in popularnosti kritiki niso cenili. Bil je večkrat nominiran za oskarja, vendar ni bil nikoli nagrajen. Uspelo mu je edinole s filmom Rebeka (1940), ki je dobil oskarja za najboljši film.
Filmski panogi je prinesel veliko spoznanj, saj je na svoj način znal združiti umetnost in zabavo ter s tem postal vzornik mnogim znanim režiserjem. Hitchcock je pomagal spremeniti vlogo režiserja pri filmu, ki je bil prej v senci producenta.

## Življenje

### Mladost
Alfred Hitchcock je bil rojen 13. avgusta 1899 v Leytonstonu, predelu Londona, kot drugi sin in najmlajši od treh otrok Williama Hitchcocka, prodajalca zelenjave, in njegove žene Emme Jane Hitchcock. Družina se je večinoma držala katoliške vere, tako da se je mladi Hitchcock šolal v katoliški šoli v Londonu. Nekoč je izjavil, da je bil v otroštvu zelo osamljen in da so bili starši do njega zelo zaščitniški.
Zatrdil je, da ga je ob neki priložnosti, ko se je obnašal precej otročje, oče poslal na okrožno policijsko postajo s pismom. Ko je dal pismo policistu, ga je ta zaklenil v celico za toliko časa, da je bil mladi Hitchcock že čisto prestrašen. Dogodek se mu je globoko vtisnil v spomin, saj je kasneje v filmih policiste upodabljal kot motene oziroma negotove osebnosti. Pri 14 letih je umrl njegov oče. Zapustil je jezuitsko šolo ter študij nadaljeval na šoli za inženirje in navigatorje. Po končani šoli se je zaposlil v oglasnem oddelku nekega podjetja in risal mehanične skice. Približno v tem času se je navdušil nad fotografijo in tako se je leta 1920 zaposlil v podjetju Islington Studios, ki se je kasneje preimenovalo v Gainsborough Pictures. Tu je izdeloval napise za neme filme.

### Predvojni časi
Leta 1925 je končno doživel možnost posneti film, ko je do njega pristopil Michael Balcon iz Gainsborough Picturesa. Pleasure Garden, kot je bilo naslov filmu, ni doživel komercialnega uspeha, in to bi skoraj zavrlo njegovo obetajočo kariero. Že naslednji film pa je dokazal ravno nasprotno, po začetku prikazovanja filma Lodger: A Story of the London Fog, njegove prve srhljivke, je doživel velik komercialen uspeh in izvrstne kritike. V filmu je uporabljal eksistencialistične tehnike, hkrati velja za prvi »hitchcockovski« film, saj je v njem uporabil značilno temo »napačnega moža«.
Po Lodgerjevem uspehu je Hitchcock kot ena najbolj obetavnih britanskih zvezd postal slaven. Poročil se je s svojo asistentko Almo Reville, s katero je imel leta 1928 hčer Patricio. Kasneje je bila Alma njegova najbližja sodelavka, nekatere scenarije je napisala ona, sodelovala pa je prav pri vsakem kasnejšem filmu.
Leta 1929 je začel ustvarjati film Blackmail. Medtem ko je bil film v produkciji, se je studio odločil, da ga bodo spremenili v zvočni film, ki je bil takrat še zelo vroča novost. V zadnjem delu je uporabil posnetke Britanskega muzeja, kar je postalo skorajda praksa, saj so se najbolj napeti prizori velikokrat dogajali v znanih stavbah ali območjih.

## Filmografija

### Nemi filmi
- Mrs. Peabody (1922)
- Vrt užitka (1925)
- The Mountain Eagle (1927)
- Najemnik (1927)
- Downhill (1927)
- Easy Virtue (1927), na podlagi komedije Noela Cowarda
- The Ring (1927), po Hitchcockovem izvirnem scenariju.
- Farmerjeva žena (1928)
- Champagne (1928)
- Skrivnostni tujec (1928)

### Zvočni filmi
- Izsiljevanje (1929), prvi britanski zvočni film
- Juno and the Paycock (1930)
- Umor (1930)
- Elstree Calling (1930), v sodelovanju z Adrianom Brunelom, Andréjem Charlotom, Jackom Hulbertom in Paulom Murrayjem
- The Skin Game (1931)
- Mary (1931)
- Bogata in tuja (1931)
- Number Seventeen (1932)
- Waltzes from Vienna (1934)
- Mož, ki je preveč vedel (1934)
- 39 stopnic (1935), med igralci Robert Donat
- Tajni agent (1936), prosto prevzeto po zbirki »Ashenden« stories Somerseta Maughama
- Sabotaža (1936), priredba po The Secret Agent Josepha Conrada
- Mlada in nedolžna (1937)
- Gospa, ki izginja (1938), med igralci Michael Redgrave
- Krčma Jamajka (1939), med igralci Charles Laughton
- Rebeka (1940), njegov edini film, ki je prejel oskarja za najboljši film (oskar za najboljši film)
- Dopisnik iz tujine (1940)
- Gospod in gospa Smith (1941), scenarij je napisal Norman Krasna
- Sum (1941)
- Saboter (1942) – večkrat so ga pojmovali le kot poskus za Sever-severozahod
- Senca dvoma (1943)
- Rešilni čoln (1944), najpomembnejša filmska vloga Tallulah Bankhead
- Aventure Malgache (1944), kratkometraža v francoščini, nastala po naročilu britanskega ministrstva za obveščanje
- Srečno pot (1944), druga propagandna kratkometraža v francoskem jeziku
- Uročen (1945), vsebuje sanjske prizore, ki jih je zasnoval Salvador Dali
- Razvpita (1946)
- Zadeva Paradine (1947)
- Vrv (1948)
- V znamenju kozoroga (1949)
- Trema (1950), prvi film, ki ga je posnel v Angliji po letu 1939
- Tujca na vlaku (1951)
- Priznam (1953)
- Kliči M za umor (1954)
- Dvoriščno okno (1954)
- Ujeti tatu (1955)
- Težave s Harryjem (1955)

- Mož, ki je preveč vedel (1956)
- Po nedolžnem obsojeni (1956)
- Vrtoglavica (1958)
- Sever-severozahod (1959)
- Psiho (1960)
- Ptiči (1963)
- Marnie (1964)
- Raztrgana zavesa (1966)
- Topaz (1969)
- Blaznost (1972)
- Družinska zarota (1976)